# Loja (província)
Loja é uma província do Equador localizada na região geográfica de Sierra. Sua capital é a cidade de Loja, fundada em 8 de dezembro de 1546 por Alonso de Mercadillo.
Loja faz divisa ao norte com a província de El Oro, a leste com a província de Zamora-Chinchipe, a nordeste com a província de Azuay, e ao sul e oeste com o Peru.

## Cantões
A província se divide em 16 cantões (capitais entre parênteses):
1. Calvas (Cariamanga)
2. Catamayo (Catamayo)
3. Celica (Celica)
4. Chaguarpamba (Chaguarpamba)
5. Espíndola (Espíndola)
6. Gonzanamá (Gonzanamá)
7. Loja (Loja)
8. Macará (Macará)
9. Olmedo (Olmedo)
10. Paltas (Catacocha)
11. Pindal (Pindal)
12. Puyango (Alamor)
13. Quilanga (Quilanga)
14. Saraguro (Saraguro)
15. Sozoranga (Sozoranga)
16. Zapotillo (Zapotillo)